# Hynobius retardatus
Hynobius retardatus ou salamandra-de-hokkaido é uma espécie de anfíbio caudado pertencente à família Hynobiidae. Endêmica do Japão.